# Adó- és Pénzügyi Ellenőrzési Hivatal
Az Adó- és Pénzügyi Ellenőrzési Hivatal (rövidítve: APEH) a pénzügyminiszter irányítása és felügyelete alatt álló, önálló jogi személyiséggel rendelkező, országos hatáskörű, önállóan gazdálkodó közigazgatási szerv volt Magyarországon 2010. december 31-ig. Utódja a Nemzeti Adó- és Vámhivatal (NAV).

## Története

### Előtörténete
- 1967 – Megalakult a Pénzügyminisztérium Bevételi Főigazgatósága, ami mellett hat adóhivatal látta el a vállalkozások és szövetkezetek vizsgálatát.
- 1971 – A hat adóhivatalt tizenkilenc megyei területi igazgatóságra és egy fővárosi igazgatóságra osztották fel.
- 1982 – A Pénzügyminisztérium Bevételi Főigazgatóságát átalakították, ezzel megszületett a Pénzügyminisztérium Ellenőrzési Főigazgatósága.

### Az APEH létrejötte és fejlődése
- Az Adó- és Pénzügyi Ellenőrzési Hivatalról szóló 14/1987. (V. 13.) MT rendelet 1987. július 1-jével létrehozta az APEH-et. Ekkor háromszintű szervezetként működött: Hivatali Központ, a tizenkilenc megyei és az egy fővárosi igazgatóság és az irányítása alatt az adófelügyelőségek.
- 1992. január 1. – Megszüntették az adófelügyelőségeket, amelyek beolvadtak a megyei igazgatóságokba. Az APEH innentől kezdve kétszintű szervezetté vált.
- 1996 – A döntéshozók úgy gondolták, hogy nem elég az egy fővárosi igazgatóság, ezért létrejött a Dél-, az Észak- és a Kelet-budapesti Igazgatóság, valamint az APEH Pest Megyei és Fővárosi Kiemelt Adózóinak Igazgatósága.
- 1999. január 1. – Megalakult a Járulék Igazgatóság, valamint a Bűnügyi Igazgatóság, mellyel az APEH nyomozati jogkört kapott, ami viszont nem sokáig maradt életképes, 2000. december 31-ig működött.
- 2007. január 1. – Az illetékhivatalok beépültek az APEH-ba. Ezek után az adóztatási feladatokat az APEH Központi hivatala, a 7 régió igazgatósága és a Kiemelt Adózók Igazgatósága látja el.
- 2011. január 1. – Létrejött a Nemzeti Adó- és Vámhivatal (NAV) az APEH és a Vám- és Pénzügyőrség összevonásával.[1]

## Elnökei
- Sütő Dezső (1987–1991)
- Minarik György (1991–1994)
- Pitti Zoltán (1994–1996)
- Kékesi László (1997–1998)
- Simicska Lajos (1998–1999)
- Vida Ildikó (1999–2002)
- Király László György (2002–2005)
- Szikora János (2005–2010)
- Vida Ildikó (2010)

## Feladat- és hatásköre

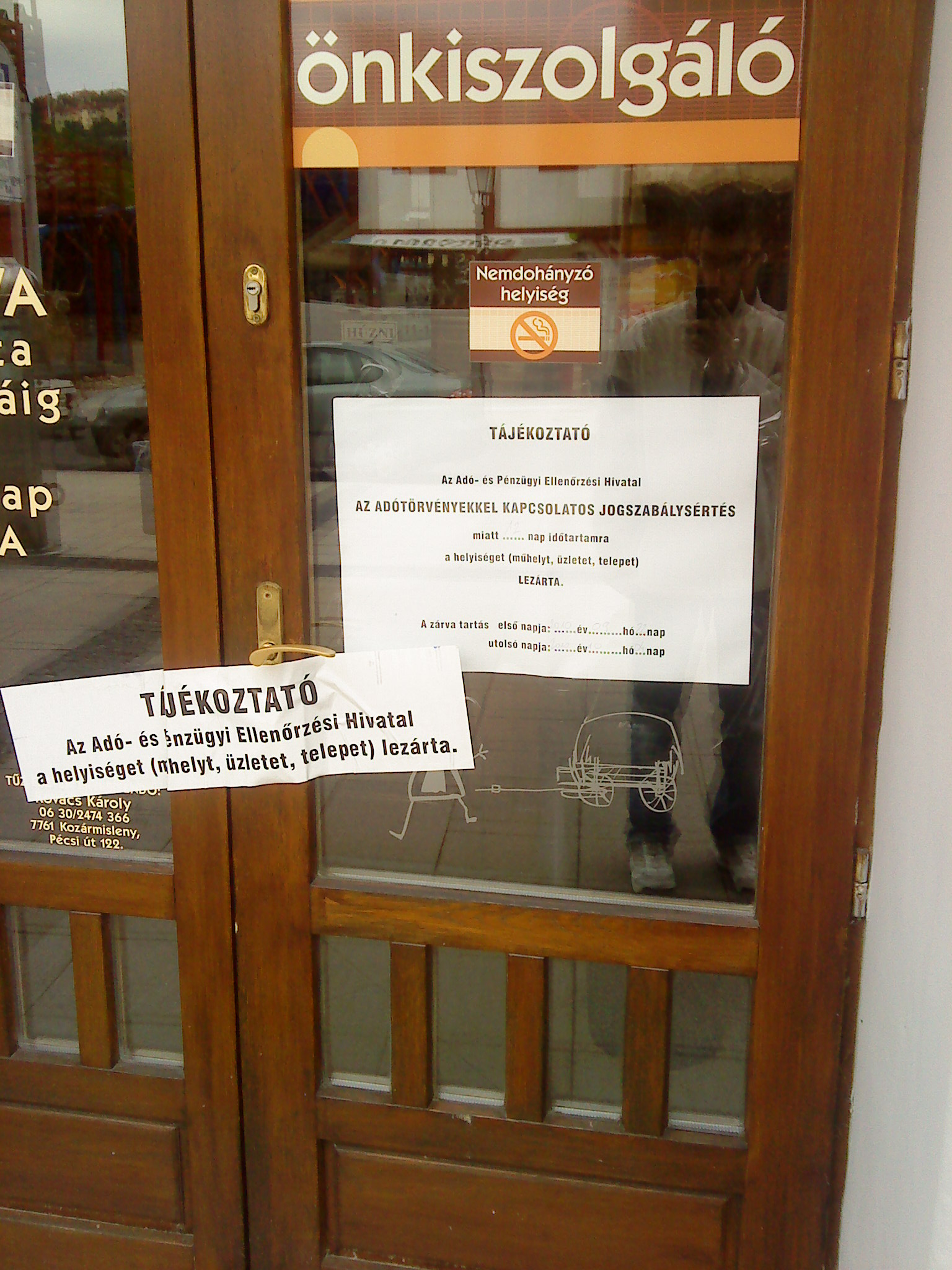
Az APEH bezáratott egy boltot Pécsett

Az adózás rendjéről szóló törvény értelmében az adóhatóságok körében az APEH Központi Hivatala és területi szervei minősülnek állami adóhatóságnak, vagyis ezek végzik az adóztatási feladatokat.
Az APEH legfontosabb feladatcsoportjai:
- adóügyi feladatok,
- ellenőrzési feladatok,
- adók beszedésével, végrehajtásával kapcsolatos feladatok.